# Kim So-hyun
Kim So-hyun (hangul: 김소현; Yongin, 4 de junho de 1999) é uma atriz sul-coreana. Começou a sua carreira como atriz quando tinha apenas sete anos e se tornou conhecida em 2012, após interpretar uma jovem vilã no drama Moon Embracing the Sun e uma garota que vive uma história trágica em Missing You. Outros papéis notáveis incluem o drama Ma Boy, The Suspicious Housekeeper, Reset, Who Are You: School 2015 ,Goblin[carece de fontes?] e Love Alarm[carece de fontes?].

## Filmografia
| Ano  | Título           | Papel                  |
| ---- | ---------------- | ---------------------- |
| 2008 | My Name Is Pity  | Jin-ha jovem           |
| 2010 | Man of Vendetta  | Joo Hye-rin            |
| 2011 | Sin of a Family  | Jung Myung-hee         |
| 2011 | Spy Papa         | Soon-bok               |
| 2012 | I Am a King      | Sol-bi                 |
| 2013 | Killer Toon      | young Mi-sook          |
| 2016 | Pure Love        | Soo-ok                 |
| 2016 | Princess Deokhye | Princess Deokhye jovem |

| Ano       | Título                                                        | Papel                        |
| --------- | ------------------------------------------------------------- | ---------------------------- |
| 2006      | Drama City "Ten Minute, Minor"                                | —                            |
| 2007      | A Happy Woman                                                 | Lee Ji-yeon jovem            |
| 2007      | Que Sera Sera                                                 | Han Eun-soo jovem            |
| 2008      | Hometown of Legends                                           | Yeon-hwa                     |
| 2008-2009 | Wife and Woman                                                | Jo Je-ni                     |
| 2009      | Ja Myung Go                                                   | Myo-ri                       |
| 2009      | Children of Heaven                                            |                              |
| 2009-2010 | Loving You a Thousand Times                                   | —                            |
| 2010      | Birth of the Rich                                             | Lee Shin-mi jovem            |
| 2010      | King of Baking, Kim Takgu                                     | Gu Ja-rim jovem              |
| 2011      | The Thorn Birds                                               | Seo Jung-eun jovem           |
| 2011      | The Duo                                                       | Geum-ok jovem                |
| 2011-12   | Padam Padam... The Sound of His and Her Heartbeats            | Jung Ji-na jovem             |
| 2012      | Moon Embracing the Sun                                        | Yoon Bo-kyung jovem          |
| 2012      | Rooftop Prince                                                | Hong Se-na / Hwa-yong jovens |
| 2012      | Love Again                                                    | Jung Yoo-ri                  |
| 2012      | Reckless Family - Season 1                                    | Kim So-hyun                  |
| 2012      | Ma Boy                                                        | Jang Geu-rim                 |
| 2012-13   | Missing You                                                   | Lee Soo-yeon jovem           |
| 2013      | Iris II: New Generation                                       | Ji Soo-yeon jovem            |
| 2013      | The Secret of Birth                                           | Jung Yi-hyun jovem           |
| 2013      | I Can Hear Your Voice                                         | Jang Hye-sung jovem          |
| 2013      | The Suspicious Housekeeper                                    | Eun Han-gyul                 |
| 2014      | Triangle                                                      | young Hwang Shin-hye jovem   |
| 2014      | Reset                                                         | Choi Seung-hee / Jo Eun-bi   |
| 2014      | Drama Special "We All Cry Differently"                        | Ryu Ji-hye                   |
| 2015      | The Girl Who Sees Smells                                      | Choi Eun-seol                |
| 2015      | Who Are You: School 2015                                      | Lee Eun-bi / Go Eun-byul     |
| 2016      | Page Turner                                                   | Yoon Yoo-seul                |
| 2016      | Hey Ghost, Let's Fight                                        | Kim Hyun-ji                  |
| 2016      | Goblin                                                        | Kim Sun (jovem)              |
| 2016      | Nightmare teacher                                             | Kang Ye Rim                  |
| 2017      | While You Were Sleeping[carece de fontes?][carece de fontes?] | Park So Yoon                 |
| 2018      | Radio Romance                                                 | Song Geu-Rim                 |
| 2019      | Love Alarm                                                    | JoJo                         |
| 2019      | The Tale of Nokdu                                             | Dong Dong-Joo                |

| Ano  | Título                                | Artista          | Notas                                     |
| ---- | ------------------------------------- | ---------------- | ----------------------------------------- |
| 2012 | "Let's Walk Together"                 | Touch            |                                           |
| 2012 | "Legend of Tears"                     | Hi.ni            | com Baek Seung-hwan                       |
| 2013 | "I.Y.A.H"                             | Boyfriend        |                                           |
| 2014 | "Love Song in Sangnam"                | Show! Music Core | videoclipe especial do Show! Music Core   |
| 2015 | "I'll Listen To What You Have To Say" | Yoon Mi-rae      | trilha sonora de Who Are You: School 2015 |